# 逆転裁判シリーズの世界における年表
逆転裁判シリーズの世界における年表（ぎゃくてんさいばんシリーズにおけるねんぴょう）では、カプコンの法廷バトルアドベンチャーゲーム『逆転裁判』（世界観が同じ逆転検事と前日談の大逆転裁判を含む）における架空の出来事を年表形式に掲載する。この世界の出来事は現実の時間軸に沿って展開する設定になっており、以下の年代表記は西暦を用いている。

## 年表

### 紀元前2000年代
紀元前2000年
- 西鳳民国の狼一族の祖・狼子、悪人捕縛の方法「逮捕学」を作り上げる（逆転検事）

### 1800年代
1818年
- 高菱屋百貨店が創業する（逆転裁判3）。

1876年
- 成歩堂 龍之介誕生。

1899年
- 11月19日、事件に巻き込まれ犯人にされるが、11月22日、御琴羽教授の提案で自分で自分を弁護する裁判で亜双義の協力もあり無罪を勝ち取る[1]。
- 成歩堂 龍之介、ロンドンへ旅立つ[2]。

### 1900年代
1900年
- 2月18日、ロンドンに到着後、成歩堂 龍之介初の法廷に立つ[3]。

1941年
- 鹿羽 権太誕生（逆転裁判3）

1958年
- 馬堂 一徹誕生（逆転検事）

1986年
- 糸鋸圭介誕生。

1989年
- 綾里千尋誕生。

1992年
- 御剣怜侍誕生。
- 矢張政志誕生。
- 成歩堂龍一誕生[注釈 1]。

1998年
- 夕神 迅誕生。(逆転裁判5.6)

1999年
- 綾里真宵誕生。
- 狩魔冥誕生。
- 4月、成歩堂龍一・御剣怜侍・矢張政志、小学校に入る。

### 2000年代
2000年
- 宝月茜誕生[4]。
- 12月24日、IS-7号事件発生。

2001年
- 御剣の持参した給食費が盗まれる事件が発生。この事件で成歩堂が犯人と疑われ、学級裁判にかけられるが御剣らの活躍により無罪になる（逆転裁判）。
  - 後に、真犯人は矢張であることが判明する。
- 12月28日、大地震が発生する。この震災後DL6号事件[注釈 2]が発生。この事件をきっかけに御剣信が死亡する（逆転裁判）。

2003年
- 王泥喜法介誕生。

2007年
- 2月10日、SS-5号事件発生。一柳 万才と美和 マリーおよび偽大統領、鳳院坊 了賢に王 帝君を暗殺させる（逆転検事2）。

2009年
- KG-8号事件発生。
- 綾里春美誕生。

2010年
- 御剣怜侍が司法試験に合格する[5]。

2011年
- 成歩堂龍一、シェイクスピア俳優をめざし勇盟大学芸術学部入学[6]

2012年
- 成歩堂龍一、御剣に連絡を取ろうとするが返答がなく、その後弁護士になることを決意する（逆転裁判）。
- 2月16日、綾里千尋と御剣怜侍が初めての法廷に立つ（逆転裁判3）。

2013年
- 4月9日、成歩堂龍一が冤罪にかけられるが、4月11日、綾里千尋の弁護により無罪となる（逆転裁判3）。

2014年
- 成歩堂龍一が司法試験に合格する[7]。

2015年
- 2月21日、SL9号事件発生。

2016年
- 成歩堂龍一、「綾里法律事務所」へ入所[7]。
- 8月3日、成歩堂龍一が初めての事件の弁護を担当し、被告人矢張の無罪を勝ち取る（逆転裁判）。
- 9月5日、綾里千尋が撲殺される。
- 9月6日、綾里千尋殺害の容疑者・綾里真宵の弁護を成歩堂龍一が担当する。
- 9月9日、綾里真宵の無罪を勝ち取り、綾里千尋の遺言により綾里法律事務所を成歩堂法律事務所に改名、引き継ぐ事に[8]。
- 10月15日、トノサマン事件発生。
- 12月25日、御剣怜侍、生倉弁護士殺害事件の容疑者として逮捕される。成歩堂龍一が御剣を弁護する。
- 12月28日、生倉弁護士殺害事件およびDL6号事件が解決。狩魔 豪が逮捕される。

2017年～2019年
- 木下 一平（バット）死亡。同時期、狩魔豪の死刑が執行される[9][注釈 3]

2019年
- 1月、美柳ちなみの死刑が執行される。
- 2月10日、春美の霊媒により登場した千尋から「一人前の弁護士」と認められる[10]。
- 3月14日、アレバスト・ババル大使館殺人事件が起こる（逆転検事）
- 4月19日、成歩堂龍一が何者かにはめられ、捏造された証拠品を提出した影響で弁護士の資格を剥奪される[11]。その後成歩堂法律事務所を「成歩堂芸能事務所」と改め、みぬきを養女とし、「ピアニスト」として活動する裏でその事件の真相を追い続けるようになる。

2026年
- 王泥喜法介、弁護士になる（逆転裁判4）。
- 4月20日、成歩堂龍一が殺人事件の容疑者となり、王泥喜法介が成歩堂龍一の弁護人になる[12]。
- 6月15日、王泥喜が事務所に加入し所名を「成歩堂なんでも事務所」と改名[13]。
- 10月9日、成歩堂龍一が前述の捏造事件の真相を王泥喜と共に法廷で明らかにし、名誉を回復することに成功する[14]。

2027年
- 4月17日、成歩堂龍一、数年前の渡米中に知り合った希月心音が弁護士となって帰国、事務所に迎え入れる[15]。
- 7月20日、成歩堂龍一、検事局長となった御剣怜侍の尽力によって弁護士資格を再取得し、「成歩堂なんでも事務所」所長となる[16]。

2028年